# شرکت روبلاکس
شرکت روبلاکس (‎/ˈroʊblɒks/‎ ROH-bloks) یک توسعه‌دهنده بازی ویدئویی آمریکایی مستقر در سان ماتیو، کالیفرنیا است. این شرکت که در سال ۲۰۰۴ توسط دیوید بازوسکی و اریک کسل تأسیس شد، توسعه‌دهنده روبلاکس است که در سال ۲۰۰۶ منتشر شد. تا تاریخ ۳۱ دسامبر ۲۰۲۳، این شرکت بیش از ۲٬۴۰۰ نفر را به استخدام دارد.